# 大芋怪鳥
大芋怪鳥，是台灣南部傳說中的狀如鳳凰的鳥，為大芋變化而來的怪奇之物。

## 傳說
傳說鳳山縣有大呂覓山，大呂覓番原居此山，山中有大芋一叢，月將出之時，有二物狀如鳳凰，從芋下振翅飛天，番人驚恐而移居。